# Zia Mame (teatro)
Zia Mame (Auntie Mame) è una commedia debuttata a Broadway nel 1956, tratta dall'omonimo romanzo di Patrick Dennis e adattata per la scena da Jerome Lawrence. La commedia fu messa in scena sull'onda del grandissimo successo del romanzo, uscito appena un anno prima, e rimase in scena a New York per 639 repliche, fino al 28 giugno 1958.

## Trama
Rimasto orfano, il piccolo Patrick Dennis si trasferisce a New York dalla ricchissima ed eccentrica zia Mame, che lo crescerà secondo il suo motto di "vivi! la vita è un banchetto e i poveri scemi muoiono di fame!". E Mame stessa avrà più di un'occasione di mettere in pratica il suo credo, superando felicemente la Grande Depressione, una vedovanza e tante stampalate avventure insieme al nipotino.

## Produzione
Lo spettacolo ebbe un grande successo a Broadway e fu nominato a quattro Tony Awards; questo successo è legato anche alle attrici che si sono esibite nei ruoli principali: Rosalind Russell in quello di Mame e Peggy Cass in quello di Agnes. La Russell fu nominata al Tony Award per la sua performance e la Cass vinse sia il Tony che il Theatre World Award come miglior attrice non protagonista. Entrambe le attrici ripresero il loro ruolo nel film La signora mia zia. Nel corso delle repliche il ruolo di Mame fu interpretato anche da Greer Garson e Beatrice Lillie.
La prima londinese della commedia ebbe luogo al Teatro Adelphi il 10 settembre 1958 e l'allestimento rimase in cartellone fino al 30 maggio 1959. Jack Minster curava la regia, mentre il cast comprendeva Beatrice Lillie (Mame) e Florence Desmond (Vera). Dopo il debutto del musical di Jerry Herman Mame nel 1966, la pièce fu portata in scena solo sporadicamente, dato che il musical si rivelò più popolare dell'opera di prosa. Nel 2003 una lettura pubblica della commedia ebbe luogo a New York per raccogliere fondi per la lotta contro l'AIDS. Per l'occasione fu ingaggiato un cast di alto profilo che includeva Charles Busch (Mame), Marian Seldes (Vera), Christopher Sieber (Patrick), Douglas Sills (Lindsay Woolsey), Swoosie Kurtz (Agnes), Sarah Uriarte Berry (Gloria), Charles Kimbrough (Claude), Alison Fraser (Norah), BD Wong (Ito), Lucie Arnaz (Sally Cato), Rue McClanahan (Signora Burnside), Michael Berresse (Ralph Devine) e Cris Alexander (Mr Loomis).